# Lake-O-Law Provincial Park
Lake-O-Law Provincial Park är en park i Kanada.   Den ligger i provinsen Nova Scotia, i den östra delen av landet, 1 100 km öster om huvudstaden Ottawa. Lake-O-Law Provincial Park ligger 84 meter över havet. Den ligger på ön Kap Bretonön.
Terrängen runt Lake-O-Law Provincial Park är varierad. Lake-O-Law Provincial Park ligger nere i en dal. Runt Lake-O-Law Provincial Park är det mycket glesbefolkat, med 2 invånare per kvadratkilometer.. 
I omgivningarna runt Lake-O-Law Provincial Park växer i huvudsak blandskog.